# Драченко Петро Герасимович
Петро Герасимович Драче́нко (нар. 12 квітня 1913, Алексєєвка — пом. 24 липня 1996, Київ) — український живописець і педагог; член Спілки радянських художників України з 1940 року.

## Біографія
Народився 30 березня [12 квітня] 1913 року в селі Алексєєвці Уральської області Російської імперії (нині Західноказахстанська область Казахстану) у багатодітній селянській сім'ї. Його батьки були переселенцями з Одещини, звідки приїхали освоювати нові землі. 1919 року помер його батько, а 1922 року мати, після чого він повернувся до Одеси. Після закінчення художньої профшколи, упродовж 1930—1934 років навчався на факультеті живопису Одеського художнього інституту, був учнем Павла Волокидіна. У 1934—1940 роках продовжив навчання у Київському художньому інституті. Дипломна робота — картина «Любов» (керівник Олексій Шовкуненко).
Брав участь у німецько-радянській війні. Служив червоноармійцем у стрілецьких військах. У жовтні 1941 року отримав поранення і потрапив у ворожий полон, в якому зокрема ремонтував шляхи у Прибалтиці. З 1944 року перебував у концтаборі у німецькому місті Вупперталі. Восени 1945 року був звільнений американцями, і йому було дозволено повернутися додому. Дізнавшись, що потрапить у радянський концтабір, зважився на втечу. Після самочинного прибуття до Києва йому чотири роки не видавали паспорт, не дозволяли виїжджати з міста. За підтримки Комітету у справах мистецтв влаштувався викладачем живопису у Київську середню художню школу, в якій працював протягом 1946—1949 років. Серед учнів: Васецький Григорій Степанович, Польовий Геннадій Петрович, Зарецький Віктор Іванович, Куткін Володимир Сергійович, Лопухова Надія Йосипівна, Шаталін Віктор Васильович, Якутович Георгій В'ячеславович.
З 1950 року працював на Київському художньому комбінаті. 6 квітня 1985 року нагороджений орденом Вітчизняної війни ІІ ступеня. Жив у Києві в будинку на вулиці Шолом-Алейхема, № 6, квартира № 152. Помер у Києві 24 липня 1996 року.

## Творчість
Працював у галузі станкового живопису. Володів безліччю технік: олійний живопис, акварель, пастель, олівець. Автор пейзажів, портретів, натюрмортів, історичних і тематичних полотен. Серед робіт:
портрети
- «Класичний портрет натурщиці» (1948);
- дружини (1952, 1965);
- маршала Івана Конєва (1952);
- Іллі Шифмана (1957);
- «Українська дівчина» (1958);
- «Мій синок» (1960);
- «Незнайомка» (1963);
- Б. Ладиженського (1970);
- «Мої знайомі» (1970);

пейзажі
- «Озеро» (1938);
- «Старий будинок» (1938);
- «Осінь» (1947);
- «Відлига» (1950);
- «Березень» (1955);
- «Весна» (1956);
- «Берези» (1956);
- «Березовий ліс» (1957);
- «Багряний захід» (1957);
- «Київ. Пуща-Водиця» (1957);
- «У парку Тараса Шевченка» (1958);
- «Київ. Седнів» (1958);
- «Зимовий етюд» (1959);
- «Квітень» (1959);
- «Випав сніг» (1960);
- «Осінні перламутри» (1978);
- «Льодохід» (1983);
- «Осінь у парку» (1984);
- «Озимина» (1985);
- «Київ. Русанівські сади» (1986);
- «Лісовий пейзаж» (1986);
- «Багряний захід» (1986);
- «Захід у Пущі-Водиці» (1986);
- «Повінь» (1986);
- «Протока» (1987);
- «Заводь» (1987);
- «Біля причалу» (1988);
- «Лісова галявина» (1988);
- «Сонячний промінь» (1988);
- «Осінь» (1988);

натюрморти
- «Троянди» (1950);
- «Натюрморт із чорною стрічкою» (1952);
- «Піони» (1957);

тематичні полотна
- «Запорозька Січ» (1939);
- «Любов» (1940);
- «Повернення з роботи» (1940);
- «Колгоспне весілля» (1947);
- «Голова Верховної Ради УРСР Михайло Гречуха вручає орден Героя Соціалістичної Праці Олені Хобті» (1949);
- «Юність» (1957);
- «Київ. Хрещатик у дні Всесвітнього конгресу молоді» (1960);
- «Штурм Перекопу» (1963);
- «Повстання селян у селі Безуглівці у 1861 році. Чернігів» (1964);
- «З нагоди урожаю» (1967);
- «Табун у горах» (1970).

Брав участь у республіканських виставках з 1947 року, всесоюзних — з 1939 року, зокрема:
- всесоюзній виставці молодих художників присвяченій 20-річчю ВЛКСМ (1939, Москва);
- 2-й виставці дипломних робіт художників вишів 1940 року (1941, Москва);
- 9-й українській художній виставці 1917—1947 (1948, Київ);
- ювілейній художній виставці УРСР (1957, Київ);
- художній виставці «Радянська Україна» (1960, Київ).

У 2003 році, за сприяння вдови художника та Київськохї організації Національної спілки художників України, в Києві відбулася посмертна виставка художника.
Роботи художника зберігаються в Національному художньому музеї України у Києві, Чернігівському, Одеському, Сумському, Лебединському художніх музеях, а також приватних збірках в Україні та за її межами.